# Filostrat
Filostrat ili Lucije Filostrat (Lucius Philostratus, Lemnos, oko 170.- Atena, oko 247.) poznat i kao "Atenjanin" bio je grčki sofist, koji je veći dio života proveo u Rimu. Poznat je kao autor nekoliko važnih književnih djela s kraja antičkog razdoblja. Otac mu se također zvao Filostrat i također bio poznat kao sofist. Vjeruje se da se doselio u Rim gdje je postao članom dvora buduće carice Julije Domne. Za nju je napisao biografsko djelo Život Apolonija iz Tijane, poznato kao glavni izvor podataka o Apoloniju iz Tijane. Osim toga napisao je i zbirku biografskih eseja Životi sofista, djelo Gymnasticus posvećeno Olimpijskim igrama i zbirku erotske poezije Epistolae.

## Vanjske poveznice
- Livius, Philostratus  Arhivirana inačica izvorne stranice od 21. veljače 2008. (Wayback Machine) Updates the preceding article with some ninety years of more recent research.
- Online Text: Philostratus, Life of Apollonius of Tyana  Arhivirana inačica izvorne stranice od 21. veljače 2008. (Wayback Machine) translated by F. C. Conybeare
- Flavius Philostratus entry in historical sourcebook with fresh translations of excerpts from the Life of Apollonius by Mahlon H. Smith